# Prado Airport
Prado Airport är en flygplats i Brasilien.   Den ligger i kommunen Prado och delstaten Bahia, i den östra delen av landet, 900 km öster om huvudstaden Brasília. Prado Airport ligger 28 meter över havet.
Terrängen runt Prado Airport är platt. Närmaste större samhälle är Prado, 7,3 km sydost om Prado Airport.
Omgivningarna runt Prado Airport är huvudsakligen savann. Runt Prado Airport är det ganska glesbefolkat, med 27 invånare per kvadratkilometer.